# 東周列国 春秋篇
『東周列国 春秋篇』（とうしゅうれっこく しゅんじゅうへん、簡体字中国語: 东周列国 春秋篇）は、1996年の中国のテレビドラマ。全30話。

## 概要
中国では『三国志演義』と並び評される長編歴史小説『東周列国志』を基にした歴史大河ドラマ。中国中央電視台が『三国志演義』に続いて製作。1999年に続編の『東周列国 戦国篇』が放映された。
日本ではVHS・DVDが発売され、また晋の文公（重耳）に関する部分が『重耳』という表題で衛星劇場にて放送された。

## あらすじ
今から3000年以上昔、空前絶後の戦いが起こり、数10万の奴隷が武器を手に戦い600年余りに亙り中原を統治した商王朝が倒れ、姓を姫といい国名を周とする王朝が取って代わった。
周王朝は年代記が伝わる最初の王朝で、文王が八卦をし姜太公が渭水に釣りをし武王が紂を倒すまで300年の歴史がある。
紀元前782年、第11代周王・静が死に、宮中の深窓で育った太子・宮涅が先王の葬礼の式典ののち勝手気ままな統治を始める。歴史上有名な幽王である。

## スタッフ
- 製作総指揮：王楓
- プロデューサー：靳雨生
- 総監督：楊偉光
- 監督：沈好放
- 脚本：王培公、郭啓宏
- 音楽：高爾棣
- 服装：張嵐
- 美術：甘軍、易振洲
- 武術指導：范冬雨

## 主題歌
- 黎民百姓長久(エンディング)

作詞：喬羽
作曲：徐沛東
歌：葉凡

## 各話タイトル
（ ）内は原題。
| - 第1話 『幽王と褒姒』 （驪山烽火） - 第2話 『平王東遷』 （黄泉認母） - 第3話 『鄭の荘公』 （如此君臣） - 第4話 『衛の宣公』 （築台納媳） - 第5話 『斉の諸児』 （諸児文姜） - 第6話 『宰相管仲』 （管仲拝相） - 第7話 『尊王攘夷』 （尊王攘夷） - 第8話 『覇王の末路』 （覇主斉桓） - 第9話 『宋の襄公』 （仁義大旗） - 第10話 『献公と驪姫』 （驪姫乱晋） - 第11話 『百里奚』 （羊皮換相） - 第12話 『秦の穆公』 （擇君図報） - 第13話 『重耳起つ』 （重耳砺志） - 第14話 『重耳帰国』 （重耳返晋） - 第15話 『覇王文公』 （文公成覇） | - 第16話 『穆公東進』 （罪哭崤山） - 第17話 『相国趙盾』 （趙盾弑君） - 第18話 『趙氏の孤児』 （趙氏孤児） - 第19話 『荘王の野望』 （一鳴驚人） - 第20話 『晋楚の戦い』 （荘王治楚） - 第21話 『覇主荘王』 （覇主余韻） - 第22話 『雀慶の乱』 （崔慶之乱） - 第23話 『宰相晏子』 （晏子相斉） - 第24話 『孔子伝』 （高山仰止） - 第25話 『伍子胥出奔』 （逃出昭関） - 第26話 『呉王闔閭』 （専諸刺僚） - 第27話 『将軍孫子』 （三約伐楚） - 第28話 『復讐鬼伍子胥』 （掘墓鞭屍） - 第29話 『会稽山の戦い』 （会稽之恥） - 第30話 『臥薪嘗胆』 （勾践滅呉） |

## 登場人物・出演者

### 周・幽王編（第1話）
周・幽王：王絵春
周朝の第12代王。褒姒を偏愛し周朝衰退のきっかけを作る。
甄娥(けんが)：陳紫函
幽王（太子・宮涅）の侍女。先王の葬礼のさい家臣に殺される。
虢石父：李明晨
周の奸臣。
伯陽父：婁際成
周の太史。商王朝の故事にならい、褒洪徳に父を助ける方法を教える。
趙叔帯：張連仲
周の大夫。幽王に諫言したため都を追放される。
褒珂(ほうか)：薛文成
周の大臣。幽王に諫言したため舌を抜かれ投獄される。
褒洪徳：蒲彦龍
褒珂の息子。投獄された父を助けるため幽王に美女を献上する。
褒姒：林乃楨
褒洪徳が探し出した美女。褒珂の養女となり幽王に献上される。
申后：李静莉
幽王の皇后。

### 鄭・荘公編（第2･3話）
鄭・荘公(寤生)：唐国強
鄭の第3代君主。周の桓王率いる陳・蔡・虢・衛の連合軍を破り「小覇」と称される。
公子・段：高冬平
鄭・荘公の弟。鄭の王位を狙い謀反を起こす。
武姜：奚美娟
鄭・荘公と公子・段の生母。公子・段を偏愛し謀反を起こさせる。
鄭・武公(掘突)：呉桂苓
鄭の第2代君主。周の卿士として朝政を補佐した。鄭・荘公と公子・段の父。
周・平王：史忠紅
周朝の第13代王。
祭足：王瞳
鄭の大臣。周・桓王と対立する鄭・荘公に対し、凶作を口実に周の穀物を奪い、天子の名を騙って宋を討伐する策を献ずる。
子都：王剛
鄭の将軍。周・桓王を射抜く。
潁考叔(えいこうしゅく)：李建義
鄭の将軍。
鄭・荘公が「黄泉に行くまで会うまい」と謀反の原因である母親を追放した時、黄土の洞窟に作られた泉を「黄泉」と名付け、鄭・荘公と母親を会わせた事が『黄泉で母と会う』という故事になった。
周・桓王(王孫・林)：張永強
周朝の第14代王。
周公黒肩：魏慶環
周の大臣。
虢公石父：李明晨
周の大臣。

### 衛・宣公編（第4話）
衛・桓公：袁洪啓
衛の第13代君主。衛の第12代君主・荘公の子。
州吁：陸軍
兄の衛・桓公を殺し衛の第14代君主となるが、衛・桓公の老臣である石碏に謀られ処刑される。
衛・宣公(晋)：米鉄増
桓公の弟。州吁の兄。州吁が処刑されたため、衛の第15代君主となる。
邢氏：呂中
衛・宣公の正妻。州吁が衛・桓公から公位を簒奪したさい、夫の衛・宣公を自分の実家にかくまう。
夷姜：肖輝
元は衛・荘公の妾だったが、荘公の子、宣公に寵愛され急子を産む。
急子：劉棟
宣公の太子。
宣姜：蔣竹青
急子の妻となるため衛に迎えられたが、その美貌のため宣公に娶られる。
公子・寿(じゅ)：向能
衛・宣公と宣姜との長子。急子を実の兄のように慕う。
公子・朔(さく)：李響
衛・宣公と宣姜との次子。急子の事を父・宣公に讒言する。

### 斉・桓公編（第5-8話）
斉・襄公(諸児)：鮑大志
斉の第14代君主。異母妹・文姜と密通する。
連氏：扈箐箐
斉・襄公の側室。世継ぎを生まないことから冷遇される。
連称：叢培信
斉の大臣。連氏の兄。斉・襄公に「翌年、瓜が熟したら交代させる」という約束で、僻地に飛ばされた事が『瓜期(かき)の交代』の故事になる。
公孫無知：梁冠華
斉・襄公の従弟。先王の代、太子と同等の待遇を受けたが襄公が即位すると冷遇された。連称兄妹と共に謀反を起こし斉の第15代君主となる。
魯・桓公：周啓勲
魯の第15代君主。
施伯：朱秉謙
魯の大臣。
文姜：龔麗君
魯・桓公の正室。斉・襄公の異母妹。
衛・恵公(公子・朔)：演者不明
衛の第16代および第18代君主。国を追われて斉に逃れる。斉・襄公の援けを得てふたたび衛に返り咲く。
公子彭生：王大年
斉の大臣。斉・襄公に命じられて魯・桓公を殺したが、その責任を斉・襄公に押し付けられ処刑された。
公子・糾：楊為貴
斉・桓公の兄。（史実では公子・糾と公子・小白は斉・襄公の弟だが、ドラマでは息子の設定になっている。）
管仲：劉濤
斉の宰相。
斉・桓公(公子・小白)：楊立新
斉の第16代君主。春秋時代、最初の覇者となる。
鮑叔牙：劉強
管仲と共に桓公に仕える。
魯・荘公：何冰
魯の第16代君主。
曹沬：張福元
魯の将軍。
隰朋：郭連文
斉の将軍。魯から管仲を命がけで護送する。

### 宋・襄公編（第9話）
宋・襄公：修宗迪
斉・桓公の死後に空席となった覇者の座を狙うが、仁義を重んじ過ぎたため『泓水の戦い』で敗れてしまう。
斉・孝公：杜月剛
斉・桓公の死後、宋・襄公の後ろ盾によって斉の第18代君主となる。
楚・成王：張山
楚の第3代王。『泓水の戦い』で宋を破る。

### 晋・文公編、秦・穆公編（第10-16話）
晋・文公（重耳）：蔣愷
晋の第24代君主。春秋五覇の代表格として斉の桓公と共に並び称せられる。
晋・恵公（夷吾）：李洪濤
晋の第22代君主。重耳の弟。
秦・穆公：譚宗堯
秦の第9代君主。
百里奚：張炬
秦の宰相。
斉姜：蔣勤勤
晋・恵公に追われ流浪の身となった重耳が斉に辿り着いた時に娶った妻。斉・桓公の娘。

### 趙氏孤児編（第17･18話）
屠岸賈：魏宗万
趙家を粛清する。
趙武：初星一
屠岸賈により趙家が粛清されたさい、ただ一人生き残った。

### 楚・荘王編（第19-21話）
鬬勃：李勝源
楚の将軍。「公子・商臣を太子にすべきでない」と成王に進言した事を商臣に恨まれ、敵に通じた罪を着せられて処刑される。
太子・商臣：顧小栓
父の成王は商臣を廃し公子・職を太子に立てようとしたが、商臣はいち早くこれを察知し成王を攻め殺して楚の第4代王となった。
潘崇：閻剛
商臣の師。
成大心：万海峰
楚の将軍。子玉の息子。
江羋：狄幸
成王の妹。商臣の叔母。
楚・荘王(王孫・旅)：張光北
楚の第5代王。3年鳴かず飛ばずに臣下の腹を探り、春秋五覇の一人になる。
鬬越椒：仲躋堯
楚の令尹。荘王の監督をするよう穆王に頼まれる。弓の名手でもある。
蘇従：張万昆
楚の大臣。死を恐れず国政を顧みない荘王を諌める。
申無畏(しんぶい)：李浩天
楚の大臣。「酒宴を妨げる者は死刑だ」という荘王に「楚に住む怪鳥」の謎かけをする。
優孟：劉樺
楚・荘王に仕える倡優(道化師)。
養由基：麻維疆
楚の武将。弓の名手。
樊姫：侯俊傑
荘王の正室。王が狩りで射止めた獣を食せず王を諌めた。
許姫：楊亜波
荘王の側室。
唐狡：鄭宏
楚の武将。令尹による謀反を平定した事を祝う宴の最中、夜陰に乗じて王の妻に触れる。その後の晋との戦で荘王を助ける。
孫叔敖：李連義
楚の宰相。楚の富国強兵を成し遂げ荘王に天下の覇権を握らせた。
夏徴舒：徐暁東
陳の大夫。
夏姫：王馥茘
夏徴舒の母。
子反：尹偉
楚の将軍。夏姫を娶ろうとするが諦める。
荀林父：秦昭
晋の将軍。
先縠：権力平
晋の将軍。
華元：胡軍
宋の元師。楚陣営に忍び込み子反将軍に撤兵を申し入れるが荘王に見つかってしまう。その後、宋で行われた楚と宋による春秋史上初の停戦協議を『弭兵(びへい)大会』という。
解揚：扈強
晋の大臣。晋侯の命により籠城する宋軍に晋の援軍が来ることを伝える。
穀陽豎：袁剛
楚の兵。子反の部下。子反にスープと偽って酒を飲ませる。
孫安：郁研
孫叔敖の子。

### 晏子編（第22･23話）
晏嬰：石小滿
斉の正卿(大臣)。斉国一の賢者。
田無宇：張華
斉の大臣。四大臣家(田・高・欒・鮑)の頭。
崔杼：韓善續
斉の宰相(右大臣)。
棠姜：徐衛
崔杼の後妻。
慶封：王徳利
斉の宰相(左大臣)。
慶舎：李幼奎
慶封の息子。
斉・荘公：閆懐礼
斉の第25代君主。崔杼の妻・棠姜と密通したため殺される。
斉・景公：海峰畢
斉の第26代君主。斉・荘公の異母弟
崔成：阮巡
崔杼と先妻の子。慶封にそそのかされ反乱を起こす。

### 孔子編（第24話）
孔子：王絵春
儒教の始祖。
子路：周鉄海
孔子の弟子。孔門十哲の一人。
陽虎：馬駿
魯で主君を追放する反乱を起こすが失敗する。

### 呉越編（第25-30話）
費無極：姜庚成
楚・平王に仕えた奸臣。費無忌とも呼ばれる。
楚・平王：厳燕生
楚の第12代王。
伍尚：鄭強
伍奢の長男。
伍子胥：呉剛
伍奢の次男。
伍奢：劉龍
伍子胥の父。太子・建の師。
太子・建：徐敏
楚・平王の太子。
申包胥：修宗迪
伍子胥の友。楚に復讐するために楚を出る伍子胥に対し、楚を必ず救うと誓う。
呉王・僚：張家声
呉の第5代王。
呉王・闔閭(公子・光)：李慶祥
呉の第6代王。春秋五覇の一人に数えられることもある。
専諸：李健義
呉王・僚を暗殺する刺客。
伯嚭：周国治
呉の奸臣。
干将：叢培信
剣匠。
莫耶：孫夢泉
干将の妻。
要離：王張利
呉の刺客。公子・慶忌を殺す。
慶忌：任程偉
呉王・僚の公子。
孫武：王顕
兵法の大家。兵法書『孫子』の作者。
嚢瓦：李緒良
楚の令尹。
伯嬴：東方聞桜
楚・平王の妃。太子・建の妃となるために秦から嫁ぐところを平王が横取りした。
秦・哀公：譚濤
秦の第14代君主。楚が呉に敗れ申包胥が救いを求めた時、7日間宮殿の前で待たせた後に楚への出兵を許諾する。
越王・勾践：李洪濤
越の第6代王。春秋五覇の一人に数えられることもある。
呉王・夫差：鮑大志
呉の第7代王。伯嚭の讒言を聞き入れ越から送られてきた西施に心頭し呉を滅ぼす。
范蠡：演者不明
越の大臣。
文種：演者不明
越の大臣。
伍封：演者不明
伍子胥の息子

## DVD
- 日本版 『東周列国 春秋篇 全5巻 DVD-BOX』

発売元：中国映像、販売元：コニービデオ、2010年10月21日リリース
画面サイズ：4：3